# 田代暁舟
田代 暁舟（たしろ ぎょうしゅう、1878年（明治11年）‐没年不明）は、明治時代の浮世絵師。

## 来歴
柳沢文真及び武内桂舟の門人。長野県生まれ。本名は英虎。上京して文真及び桂舟に入門、主に明治末期に雑誌『文芸倶楽部』に署名入りの挿絵及び口絵を描いている。1901年（明治34年）、春陽堂の『新小説』において泉鏡花の小説「註文帳」及び「袖屏風」の口絵を担当している。

## 作品
- 「日出島曙の巻」　口絵　村井弦斎作　明治34年　春陽堂
- 「霜くずれ　怨慈悲」　口絵　内田魯庵作　明治35年　春陽堂
- 「赤穂義士」　口絵　福地桜痴作　明治35年　勝山堂
- 「嶋の美少年」　口絵　伊藤銀月作　明治40年　春陽堂